# Бенсдорф (Бранденбург)
Бенсдорф (њем. Bensdorf) општина је у њемачкој савезној држави Бранденбург. Једно је од 38 општинских средишта округа Потсдам-Мителмарк. Према процјени из 2010. у општини је живјело 1.292 становника. Посједује регионалну шифру (AGS) 12069028.

## Географски и демографски подаци
Бенсдорф се налази у савезној држави Бранденбург у округу Потсдам-Мителмарк. Општина се налази на надморској висини од 31 метра. Површина општине износи 34,1 km². У самом мјесту је, према процјени из 2010. године, живјело 1.292 становника. Просјечна густина становништва износи 38 становника/km².